# 도이 다카코
도이 다카코(일본어: 土井 たか子, 1928년 11월 30일~2014년 9월 20일)는 12선 중의원 의원을 지낸 일본의 정치인이다. 일본에서 여성으로는 처음으로 일본 중의원 의장과 정당 대표를 역임했다. 본명은 히라가나가 없는 '土井 多賀子'이다.

## 생애

### 학창 시절부터 정계 입문까지
1928년 11월 효고현 고베시 하야시다구(지금의 나가타구)에서 히로시마현 출신 의사인 아버지와 교토부 출신 어머니 사이에서 태어났다. 1935년 스마심상고등소학교에 입학했는데 아버지의 친구 집에서 기숙하며 전차로 통학했다. 1941년 효고현립 미카게 고등학교에 입학해 1945년에 졸업하고 교토 여자전문대학 지나어과에 입학했다. 같은 해 3월 17일 고베 대공습의 여파로 집이 불탔다. 1949년에 전문대를 졸업하고 1954년까지 개명한 모교인 교토 여자대학에서 강사로 일했다.
도시샤 대학의 헌법학자 다바타 시노부의 강연 '평화주의와 「헌법」 제9조'에 감동받아 1949년에 도시샤 대학 법학부 3학년으로 편입하여 다바타의 지도를 받았다. 1951년 도시샤 대학을 졸업한 뒤 1956년 도시샤 대학 대학원 법학연구과 석사과정을 수료했다. 1958년부터 1970년까지 도시샤 대학에서, 1963년부터 1969년까지 간세이 가쿠인 대학에서, 1967년부터 1969년까지 세이와 여자대학에서 강사로 근무했는데 전공은 헌법학이었다.
1965년 고베시 공무원 노동조합의 추천과 고베시의회 사회당 의원단의 제안을 받아 고베시 인사위원회 위원으로 선출됐다. 당시 여성이 인사위원이 된 건 이때가 처음이었다.

### 중의원 의원
1968년 12월 초 사회당 위원장 나리타 도모미가 직접 도이에게 전화를 걸어 효고현 제2구에서 총선에 출마해줄 것을 요청했다. 사회당 효고현의회 의원 우오타니 도키타로도 지부의 의향을 전하고자 매일같이 도이의 집을 찾았다. 훗날 도이는 은사인 다바타가 사회당으로부터 교토시장 선거나 참의원 의원 선거에 출마할 것을 여러 번 요청받았지만 이를 거절하면서 대신 제자를 한 명 추천하겠다고 했는데 그것이 자신이었다고 회고했다.
1969년 1월 간세이 가쿠인 대학에서 강의를 마치고 집에 가던 도이는 전차에서 우연히 옆사람의 신문을 보았다. 그런데 신문에 「입후보 결심했나?」라는 제목 아래에 도이의 이름이 적혀 있었다. 출마할 생각이 전혀 없던 도이는 신문사에 전화하여 항의하고 다음날 고베시 인사위원직을 사임하고자 시청을 찾았다. 부시장 미야자키 다쓰오에게 도이는 "그런 기사가 일단 나오면 주변 사람에게 민폐를 끼친다"며 사임 이유를 밝혔는데 미야자키는 오히려 "당신답지만 진짜 출마할 거라곤 아무도 생각하지 않을 거다. 어차피 당선도 안 될 건데 그런 무모한 짓을 당신이 할 리가 없다. 사임은 철회하는 게 어떻겠나"라고 말했다. 그러자 도이는 "출마할 생각이 없었지만 미야자키 씨의 얘기를 듣고 한 번 일어나 보겠다고 결심했다. 사표를 받아줬으면 좋겠다"라 말한 뒤 부시장실을 나섰다. 다음 달 사회당은 당대회를 열어 효고현 제2구에 현역 의원 호리 마사오와 도이의 공천을 결정했다.
제32회 일본 중의원 의원 총선거는 12월 27일 진행되었다. 효고현 제2구의 정수는 5명이었는데 4위까지 판가름이 난 상태에서 민사당 소속 현역 의원 야마시타 에이지와 도이가 마지막까지 박빙의 승부를 펼쳤다. 그리고 약 1,400표 차이로 가까스로 도이가 승리했다. 해당 선거에서 사회당은 90명이 당선됐는데 마지막으로 당선이 확정된 사람이 도이였다.
1980년에는 국회에서 '남녀 고용 차별', '여성만 필수인 가정학과', '부계밖에 인정하지 않는 「국적법」' 등을 집중적으로 질문하는 등 성차별법과 관련해 정부를 추궁했다. 같은 해 일본 정부는 유엔에서 채택했던 「여성에 대한 모든 형태의 차별철폐에 관한 협약」(CEDAW)에 서명했다.
1983년 9월 다나카 스미코의 뒤를 이어 사회당 부위원장으로 취임했다.

### 사회당 위원장
1986년 양원 동시 선거에서 사회당이 참패하자 책임을 지고 위원장 이시바시 마사시가 사임하고 9월 부위원장에서 승격하는 형식으로 도이가 제10대 위원장이 되었다. 사회당 최초의 여성 위원장이었으며 일본 헌정사상 최초의 여성 당대표였다. 이시바시는 위원장에서 물러나기 전에 사회당이 계급정당에서 탈피해 국민정당으로 바뀌어야 한다며 이른바 일본사회당 신선언을 채택했지만 그 과정에서 상당한 진통을 겪었다. 도이가 신임 위원장이 되었을 땐 그 진통 과정에서 남은 응어리를 풀어야 했고 당내에서 오래된 좌우 간의 대립도 조정해야 하는 과제가 놓여 있었다. 도이의 똑부러지는 말투는 주부층의 호감을 샀고 이는 도이의 중요한 지지기반으로 작용하여 당면 과제를 해결하는 데 도움을 주었다.
당시 일본의 내각총리대신이던 나카소네 야스히로는 개헌론자로 알려져 있었고 도이는 이에 대항해 호헌과 군축을 들고 나왔다. 하지만 총리대신이 된 나카소네는 개헌을 추진하기보다 사회당이 강하게 견지하던 방위비 1% 제약을 철폐했다. 이후 나카소네는 매상세 도입을 추진했는데 도이는 공명당, 민사당, 사회민주연합과 공동 전선을 펼쳐 저항했고 이 무렵 실시된 이와테현 참의원 의원 보궐선거와 제11회 통일지방선거에서 자유민주당이 패배하면서 자민당은 궁지에 몰렸다. 나카소네가 물러난 뒤 총리대신이 된 자민당의 다케시타 노보루는 소비세 도입을 추진했지만 머지않아 리크루트 사건이 일어나자 도이는 이를 강하게 추궁하여 대장상 미야자와 기이치가 물러나고 반년 뒤엔 다케시타 내각도 붕괴했다.
1989년 제15회 일본 참의원 의원 통상선거 때 도이는 다시 한 번 소비세 도입과 리크루트 사건을 추급하며 자민당을 압박하고 사공민 노선에 기초해 야당끼리 선거 협력 체제를 구축했다. 그 결과 사회당은 개선 의석이 비개선 의석의 두 배를 넘긴 데다가 자민당보다 많은 당선자를 배출하는 승리를 거뒀다. 비개선 의석을 합치면 여전히 자민당이 원내 1당이었지만 과반수를 무너뜨리는 데에도 성공했다. 이는 도이의 개인적 인기에 힘입은 면이 컸는데 당시 언론은 이를 도이 붐이라 불렀으며 사회당의 정치 신인들은 여성들이 많았기에 마돈나 붐이라고도 불렀다. 도이가 선거 결과를 두고 말했던 "산이 움직였다"라는 말도 유명세를 탔다.
선거 이후 도이는 사공민 노선을 유지하여 참의원에서 자민당을 따돌리고 주도권을 쥐었다. 선거 이후 진행된 내각총리대신 지명 선거에서 중의원은 가이후 도시키를 선출했지만 참의원은 여소야대 상황 속에서 도이를 지명했다. 참의원에서 여성이 총리대신 지명을 받은 것은 이때가 처음이었다. 중의원 우월 원칙에 따라 총리대신은 가이후가 유임했다. 사회당이 선거에서 이길 수 있었던 또 하나의 이유는 소비세 폐지를 공약으로 내세웠기 때문이었기에 사회당은 즉시 소비세 폐지를 공명당, 민사당, 민주개혁연합과 연대하여 12월 11일 통과시켰다. 하지만 중의원에서 부결되었다.
1990년 제39회 일본 중의원 의원 총선거 때 도이는 180명을 입후보시키는 계획을 세웠다. 그런데 중선거구제하에서 다수의 당선자를 배출하기 위해선 하나의 선거구에 복수의 후보자를 공천해야만 했고 이는 현역 의원이나 다른 야당의 강한 반발을 샀다. 거기에 자금난으로 인재 영입에 난항을 겪어 실제론 149명을 입후보하는 데 그쳤다. 그럼에도 불구하고 선거 결과 136명이 당선되어 이전 선거보다 의석이 51석 더 늘어났다. 하지만 리크루트 사건의 후유증을 겪던 자민당도 이전 선거보다 25석 줄어든 275석을 얻어 생각보다 피해가 크지 않았을 뿐더러 과반수도 지켜냈다.
한편 사회당이 의석수를 크게 늘린 데 비해 공명당과 민사당 등 다른 야당들은 오히려 의석이 줄었다. 전술했듯 사회당이 자당의 의석수 확대를 위해 다른 야당의 피해를 아랑곳하지 않고 공천을 했기 때문인데 이는 두 야당이 사회당을 불신하게 만드는 계기를 만들었다. 이후 공명당과 민사당은 사회당과 거리를 두며 자민당에 접근해 자공민 노선을 취하기 시작했다. 그 여파로 참의원의 구성이 바뀌지 않았음에도 1년 전과 달리 총리대신 지명 선거에서 가이후가 도이보다 많은 표를 얻어 무난히 총리대신 자리를 지켜냈다. 야당이 분열하자 사회당의 전통적인지지 기반인 노동조합과의 인연이 없던 도이를 위원장에서 끌어내리려는 시도가 시작됐다. 어수선한 상황 속에서 1991년 제12회 통일지방선거가 사회당의 대패로 막을 내리자 결국 도이는 위원장에서 물러났다.

### 중의원 의장
1993년 제40회 일본 중의원 의원 총선거에서 사회당은 기존 의석의 반 이상이 줄어드는 참패를 당했다. 하지만 자민당이 과반수를 차지하지 못한 상태에서 여러 야당이 한데 모여 비자민·비공산 연립 정권을 창출하는 데 성공했다. 그리고 그 연장선상에서 연립 여당에서 지분이 가장 큰 사회당이 중의원 의장을 배출하는 데 합의가 이루어졌다. 자민당은 제국의회 시절부터 원내 1당이 의장을 배출한 것이 전통이라며 의장직을 강하게 요구했다. 결국 만장일치로 의장을 선출하는 관행을 뒤로 하고 투표를 통해 의장을 뽑아 도이가 의장이 되었다. 도이는 당선 이후 취임 인사차 자민당을 찾았지만 야유만 듣고 돌아왔다.
의장이 의원을 지명할 때 일본에선 군(君)을 붙이는 게 일반적이었다. 하지만 도이는 의장이 된 후 상(さん; 씨)을 붙였는데 후임 의장들은 다시 군을 붙이면서 도이의 실험은 새로운 관행으로 정착하지 못했다. 다만 훗날 참의원 의장이 된 산토 아키코가 상을 사용한 적이 있다.
1994년 1월 정치·선거 개혁을 위한 정치개혁 4법안이 일부 사회당 의원들의 반발로 참의원에서 부결되자 도이는 총리대신 호소카와 모리히로와 자유민주당 총재 고노 요헤이의 회담을 알선했다. 이 회담에서 지역구 의원의 비중을 높이고 비례구 의원의 비중을 낮추기로 합의가 이루어졌는데 이는 지역 기반이 탄탄한 자민당에게 유리한 조정이었다. 그럼에도 양원협의회를 거쳐 정치개혁 4법안이 양원에서 통과되자 사회당 지지자들은 이를 도이의 실책이라며 비판했다.
8월 27일 중화인민공화국 톈진시를 방문해 항일순국열사기념관을 찾았다.
비자민·비공산 연립 정권이 무너지고 자사사 연립 정권이 출범한 뒤인 1995년 6월 「역사를 교훈으로 평화로의 결의를 새롭게 하는 결의」안이 상정됐다. 원래 이런 류의 결의는 만장일치로 통과시켜 왔지만 여야 불문하고 찬성과 반대가 뒤섞여 조정이 어렵자 6월 9일 절반에 가까운 의원들이 퇴장한 가운데 다수결로 가결됐다. 야당은 이러한 의사 운영에 반발하며 의장 도이와 부의장 구지라오카 효스케 불신임안을 제출했지만 부결됐다.
1996년 9월 중의원이 해산하자 도이도 의장에서 퇴임했다.

### 사회민주당 당수
자사사 연립 정권이 출범한 다음 해인 1995년 제17회 일본 참의원 의원 통상선거에서 사회당이 참패하자 1996년 당명을 사회민주당으로 고쳤다. 한편 사회당과 신당 사키가케를 중심으로 민주당 창당이 논의되고 있었다. 원래는 사회당과 사키가케가 함께 민주당에 합류하기로 했지만 하토야마 구니오가 자민당이 여당으로 복귀하는 데 도움을 준 의원들의 합류에 반대하면서 도이는 사민당에 남아야 했다.
사민당은 절반이 넘는 의원들이 민주당으로 넘어가면서 당세가 크게 줄어들었고 초대 당수 무라야마 도미이치가 물러난 뒤 도이가 2대 당수가 되어 그 해에 있던 제41회 일본 중의원 의원 총선거에 임했지만 의석 수는 해산 전의 30석에서 절반인 15석에 그쳤다. 하지만 도이에게 총선 패배의 책임을 묻기보다 오히려 도이를 당의 중추로 하여 위기를 극복해야 한다며 오히려 도이의 지위가 굳건해지는 결과를 초래했다. 한편 자민당은 의석 수를 상당 부분 회복하면서 더 이상 자사사 연립에 집착하지 않았고 1998년 사민당은 정식으로 연립에서 이탈했다.
1999년 10월 중국에서 열린 건국 50주년 기념 군사 퍼레이드에 참여했다.
2000년 사회주의 인터내셔널 부의장에 취임하여 2008년까지 재임했다.
2001년 납북 일본인 피해자의 동생인 마스모토 데루아키가 옛날에 도이에게 납북 문제 해결에 협력해줄 것을 메일로 보내고 직접 만나기까지 했지만 도이로부터 대답을 듣지 못했다고 밝혔다.
2002년 3월 사민당 의원 쓰지모토 기요미와 비서들이 비서 급여 1,870만 엔을 편취한 사실이 드러났다. 특히 도이의 전 정책비서 고토 마사코가 이를 주도했는데 도이는 오히려 고토를 감싸는 태도를 보여 비판을 받았다.
10월에는 일본에서 본격적으로 납북 일본인 문제가 주요 화제로 떠올랐다. 사민당은 조선민주주의인민공화국과 우호 관계를 유지하고 있었고 식민 지배 등 과거사 청산 등을 중시하여 납북 문제에 소극적이었다. 이에 도이는 납치는 사실이 아니라는 북한의 발언을 신뢰하여 이 문제에 충분히 대응하지 못했다고 사죄했다. 또한 당의 공식 홈페이지에 납북 사건은 창작된 것이라는 논문을 오랫동안 게재해둔 것에 대해서도 사과했다. 북한과 연결고리가 있는 도이에게 몇 차례나 상담을 요청했으나 무시당한 남북자들의 친인척들은 "일본 정치인이면서 일본 국민의 생명보다 북한을 더 신경쓰는 것 아닌가", "(사과해도) 지금은 너무 늦었다"라며 도이를 비판했다.
거기에 1989년 7월 대한민국에서 민주화 운동을 하다 체포된 재일 한국인 정치범 29명의 석방을 요구하는 문서를 한국 정부에 제출할 때 신광수 등 일본인 납북에 관련된 인사들이 포함되었단 사실이 나중에 드러났다.
2003년 시즈오카 공항 건설 반대 국회의원 서명 활동에 서명자로 참여했다. 그런데 고베 공항은 도이의 지역구와 더 가까이 있음에도 불구하고 지역 경제에 공헌할 수 있다며 찬성했었기 때문에 이 역시 비판을 받았다.
2003년 제43회 일본 중의원 의원 총선거 때는 자민당 후보 오마에 시게오에게 패배했다. 비례대표로 부활 당선에 성공하기는 했지만 납북 문제가 사회적으로 크게 반향을 일으키면서 재일본조선인총련합회와 친밀한 관계를 유지하는 등 친북적 입장을 취하는 도이가 사민당에서도 고립되면서 지역구에서 패배한 것으로 보인다. 그리고 11월 13일 당세가 쇠퇴하는 것에 대한 책임을 지고자 당수직에서 사퇴했다.

### 정계 은퇴와 그후
2005년 제44회 일본 중의원 의원 총선거 때는 지역구에 출마하지 않고 비례대표 긴키 블록에 5번으로 이름을 올렸으나 낙선했다. 낙선 후 인터뷰에서 정계 은퇴를 강하게 부인했으나 2007년 제21회 일본 참의원 의원 통상선거에 불출마했고 제45회 일본 중의원 의원 총선거를 앞둔 2008년 10월 총선 불출마를 선언하면서 사실상 정계에서 은퇴했다. 다만 정치 활동은 이어가겠다고 공언했다.
2009년 건강이 안 좋아져 고향인 고베시로 이사했다. 2010년 1월 말에는 1990년 12월에 설립해 대표이사를 맡았던 아시아인권기금이 역할을 끝냈다면서 해산을 선언했다.
2014년 9월 20일 폐렴으로 사망했다.

## 평가
2001년 마스모토 데루아키가 도이, 오와키 마사코, 쓰지모토 기요미 등 사민당 의원들에게 납북 문제에 관해 협력을 구하고자 메일을 보냈고 도이는 직접 만나기도 했지만 아무에게도 답변을 받지 못했다. 이에 마스모토는 "이것이 국민의 목소리를 듣는 정당의 자세인가"라고 비판했다. 납북 피해자 하라 다다아키의 형도 신광수가 동생을 납치해간 걸 자백했는데 "사회당의 도이 씨 등은 북한은 신사적인 나라라는 얘기만 하고 있다"라며 정치인에 대한 무력감을 느꼈다고 회고했다.
우익 인사로 알려진 햐쿠타 나오키는 도이가 죽고 8일 뒤에 트위터를 통해 "도이는 납치 따윈 없다고 단언했지만 납치 피해자 가족의 정보를 북한에 흘린 의혹이 있다"라고 주장하며 도이를 매국노라 비판했다. 트위터에 비판에 쇄도하자 햐쿠타는 "정치인은 죽으면 비판을 피할 수 있단 말인가"라며 반박했다.
하토야마 유키오는 2003년 사민당 비서 급여 유용 사건과 관련해 도이의 전 비서 고토 마사코가 사건을 주도했으며 비서가 저지른 죄는 정치인이 함께 받아야 한다고 주장하며 도이가 무책임하다고 비판했다. 또한 체포된 고토의 당내 영향력은 도이와 비슷한 수준이었으며 이는 이미 잘 알려진 사실이라며 도이는 변명하지 말고 사퇴해야 한다고 말했다.
나카소네 야스히로는 "굉장히 순수한 이념을 중시하는, 그리고 일직선으로 나아가는 훌륭한 사회당의 당수다. 경의를 표한다"라고 말했다.
작가 사토 마사루는 도이가 상징 천황제 도입에 적극적이었다고 주장했다. 도이는 존황가였고 공화주의자가 아니었다고 자신의 에세이에 썼다.

## 이야깃거리
- 자위대는 헌법 위반이므로 즉시 폐지해야 한다고 오랫동안 주장했지만 자사사 연립 정권이 출범하고 사회당이 자위대는 합헌이며 미일 안보를 유지해야 한다고 당의 정책을 뒤집은 다음부턴 도이도 공식적으로 자위대 폐지를 논하지 않았다.
- 태평양 전쟁이 끝나고 새로운 헌법이 제정되어 「민법」 가족편도 대대적으로 개정되었음에도 여전히 뿌리 깊게 남아 있는 남성 혈통 중시 의식의 발로가 부부동성제라며 선택적 부부별성제를 지지했다.[28]
- 쇼와 천황이 사망하고 헤이세이 시대가 시작하자 연호로 나이를 계산하는 것이 번거롭다며 후쿠시마 미즈호, 쓰지모토 기요미 등과 함께 연호 폐지를 호소했다. 당시 이 세 명은 일본의 여성 의원의 대명사로 불리고 있어 언론의 관심을 받았다.
- 도시샤 대학에 재학할 때 영화 『링컨』에 감동하여 변호사가 되고자 했었다.[29] 영화 『심판』에서 변호사 역을 맡았던 폴 뉴먼의 팬이기도 했다.[21]
- 취미는 파친코와 가라오케다.[30][31] 제15회 일본 참의원 의원 통상선거 당시 기자들을 파친코 가게에 불러서 자신이 파친코를 하는 모습을 찍게 한 적도 있다. 언론은 도이를 서민파라며 띄워줬고 당시 국민들도 파친코를 도박이라며 비난하는 목소리는 거의 없었다.

## 역대 선거 결과
|  | 10.6% |

|  | 14.9% |

|  | 13.6% |

|  | 13.1% |

|  | 15.1% |

|  | 12.9% |

|  | 15.1% |

|  | 24.8% |

|  | 24.5% |

|  | 46.6% |

|  | 62.8% |

|  | 40.8% |

|  | 16.5% |

## 주요 저서
- 도이 다카코 (1984년 2월 1일). 《「国籍」を考える》 [「국적」을 생각하다]. 지지 통신사. ISBN 4-7887-8403-3.
- 도이 다카코 (1985년 5월 3일). 《We love憲法》 [We love 헌법]. 스쿠라무샤.
- 도이 다카코 (1987년 2월 10일). 《土井たか子マイウェイ》 [도이 다카코 마이웨이]. 슛판신샤.
- 도이 다카코 (1987년 2월 16일). 《政治とわたし》 [정치와 나]. 일본사회당 중앙본부 기관지국.
- 도이 다카코 (1988년 5월). 《土井たか子 憲法講義 人間が人間らしく生きていくために》 [도이 다카코 헌법 강의 인간이 인간답게 살아가기 위해서]. 리욘샤. ISBN 4-576-88042-X.
- 도이 다카코; 우에다 데쓰; 이토 시게루 (1989). 《こんなに損していた日本人―社会党がやると日本はこうなる》 [이렇게 손해보고 있던 일본인 사회당이 하면 일본은 이렇게 된다]. 세이슌 슛판샤.
- 도이 다카코 (1989년 10월). 《山の動く日 土井たか子政論集》 [산이 움직인 날 도이 다카코 정론집]. 스즈사와 서점. ISBN 4-7954-0533-6.
- 도이 다카코; 요시무라 게이이치; 무라이 요시노리 (1990). 《ODA改革―カナダ議会からの提言と日本の現状》 [ODA 개혁 캐나다 의회로부터의 제언과 일본의 현상]. 샤카이시소샤.
- 도이 다카코; 구지라오카 효스케; 덴 히데오; 구니히로 마사오 (1993). 《三木「政治改革」試案とは何か》 [미키 「정치 개혁」 시안이란 무엇인가]. 이와나미 부클릿.
- 도이 다카코 (1993년 12월 5일). 《せいいっぱい―土井たか子半自伝》 [최선 도이 다카코 반 자전]. 아사히 신문사. ISBN 978-4022567062.
- 도이 다카코; 베아테 시로타 고든 (1996년 4월). 《憲法に男女平等起草秘話》 [헌법의 남녀평등 기초 비화]. 이와나미 부클릿. ISBN 4-00-003340-9.
- 도이 다카코 (2001). 《21世紀の平和構想 核も不信もないアジアを》 [21세기의 평화 구상 핵도 불신도 없는 아시아를]. 사회민주당 전국연합. ISBN 978-4890890187.
- 도이 다카코; 오다 마코토; 가토 슈이치; 기도 에이이치 (2005). 《ラディカルに「平和」を問う》 [래디컬에게 「평화」를 묻다]. 호리쓰 분카샤.
- 도이 다카코; 가야마 리카; 강상중; 사이토 다카오; 신숙옥; 시로야마 사부로; 모리나가 다쿠로; 사타카 마코토;  외. (2006). 《戦争で得たものは憲法だけだ 憲法行脚の思想》 [전쟁으로 얻은 것은 헌법뿐이다 헌법행각의 사상]. 나나쓰린쇼칸.
- 도이 다카코; 사타카 마코토 (2007). 《護憲派の一分》 [헌법파의 1분]. 가도카와 쇼텐.
- 도이 다카코; 사와치 히사에; 가야마 리카; 강상중; 사이토 다카오; 사타카 마코토; 다카하시 데쓰야;  외. (2007). 《君、殺したまうことなかれ 憲法行脚の思想2》. 나나쓰린쇼칸.
- 도이 다카코; 요시타케 데루코 (2009년 11월). 《「やるっきゃない!」吉武輝子が聞く土井たか子の人生》. パド・ウィメンズ・オフィス.
- 도이 다카코; 무라이 요시노리 (2010). 《アジア・ヒューマンライツ―アジア人権基金の歩み》 [아시아 휴먼 라이츠 아시아 인권기금의 발걸음]. 梨の木舎.

### 내용주
1. ↑  방위비를 GNP 혹은 GDP의 1% 이내로 억제하는 정책. 1967년부터 일본의 방위비는 1%를 넘지 않았으며 1976년 미키 다케오 때 정책화됐다. 이를 나카소네가 폐지한 것인데 폐지한 후에도 1.004%, 1.013%, 1.006% 등 1%를 근소하게 넘긴 수준이었다.
2. ↑  공명당, 민사당, 일본공산당 모두 기권했다. 참고로 민사당은 직전 총리대신 지명 선거 때도 도이를 지지하지 않고 기권했었다.

### 참조주
1. ↑  土井 1993, 152–153쪽.
2. ↑  田中章『土井たか子 人間・思想・政策』（1989年、東京出版）15頁
3. ↑  土井 1993, 156쪽.
4. 1 2  早野透「独占 土井たか子さんインタビュー 『刺客とあのときのマドンナは全然違います』」 『週刊朝日』2005年10月14日、136頁。
5. ↑  『やるっきゃない! 吉武輝子が聞く土井たか子の人生』（2009年、パドウィメンズオフィス）
6. ↑  土井 1993, 180쪽.
7. 1 2 3  土井 1993, 47–49쪽.
8. ↑  土井 1993, 183–184쪽.
9. ↑  土井 1993, 186–187쪽.
10. ↑  TBS NEWS (2021년 5월 3일). “憲政史上初の女性党首・土井たか子さんインタビュー（1987年新春対談）” (일본어). YouTube. 2024년 3월 21일에 확인함.
11. ↑  “戦後の中日ハイレベル交流を振り返る (5)”. 2016년 9월 27일에 원본 문서에서 보존된 문서. 2024년 3월 21일에 확인함.
12. ↑  『保坂展人の突風行脚の記』「月刊社会民主」1999年11月号
13. 1 2  救う会：★☆救う会全国協議会ニュース★☆(2001.08.10)増元さんからのレポート
14. ↑  “辻元前議員を逮捕 社民 土井党首の元秘書らも 秘書給与流用”. 《しんぶん赤旗》. 2003년 7월 19일. 2024년 3월 21일에 확인함.
15. 1 2 3  2002年10月8日 産経新聞朝刊
16. ↑  国会議員署名これまでと今後の展望 - 空港はいらない静岡県民の会（2009年3月7日時点のインターネットアーカイブ|アーカイブ）
17. ↑  田中康夫『東京ペログリ日記』（1995年、幻冬舎）
18. ↑  2014年9月29日 朝鮮日報
19. ↑  “政党別開票速報-社民党　2005総選挙”. 朝日新聞. 2024년 3월 21일에 확인함.
20. ↑  “土井たか子氏、議席失う　辻元氏は比例復活”. 《朝日新聞》. 2005년 9월 12일. 2024년 3월 21일에 확인함.
21. 1 2 3  一原知之、金子桂一「追悼・おたかさんを偲んで 元衆院議長・土井たか子氏、享年85」 『週刊朝日』2014年10月17日、146頁。
22. ↑  「アジア人権基金」が活動終了 土井たか子氏ら設立 神戸新聞 2010年2月6日 09:15、2010年3月10日閲覧（2010年2月10日時点のアーカイブ）
23. ↑  北朝鮮による拉致被害者家族連絡会 (2003년 7월).  米澤仁次・近江裕嗣, 편집. 《家族》. 光文社. ISBN 4-334-90110-7. pp.269-270
24. ↑  百田尚樹氏、故・土井たか子氏を「まさしく売国奴だった」JCASTニュース 2014/9/29
25. ↑   보관됨 2016-11-11 - 웨이백 머신はあとめーる（鳩山由紀夫メールマガジン）2003年07月23日
26. ↑  TBS『時事放談』
27. ↑  「ナショナリズムという病理」第28回（『創』2009年5月号、103頁）
28. ↑  別姓訴訟を支える会 応援メッセージ
29. ↑  土井 1993, 170쪽.
30. ↑  日刊ゲンダイ 2014年10月1日 2面記事
31. ↑  “「おたかさん」の時代を動かした名ゼリフ”. 産経新聞. 2014년 10월 3일. 2018년 9월 23일에 원본 문서에서 보존된 문서. 2024년 3월 21일에 확인함.

## 참고 문헌
- 土井たか子を支える会『いま始まります女の政治・土井たか子』（1987年1月、梨の木舎） NCID BN0216643X
- 土井たか子 (1993년 12월 5일). 《せいいっぱい―土井たか子半自伝》. 朝日新聞社. ISBN 978-4022567062.
- 亀田得治『拝啓土井たか子殿 革新の心を洗う』（1988年5月、未來社） ISBN 4-624-30059-9
- 田中章『土井たか子 人間・思想・政策』（1989年12月、東京出版） ISBN 4-924644-39-0
- 大下英治『小説・土井たか子 山が動いた』（1990年1月、徳間書店） ISBN 4-19-124125-7
  - 大下英治『小説・土井たか子 山が動いた』〈増補版〉（1995年、現代教養文庫） ISBN 4-390-11514-6
- 保坂展人『あたたかい人間のことばで伝えたい 3メートルの距離から見た土井たか子』（1990年4月、リヨン社） ISBN 4-576-90027-7
- 板垣英憲『土井たか子の挑戦 希望の革命』（1993年11月、ディーエイチシー） ISBN 4-88724-004-X
- 岡崎宏美『国会に窓はない 土井たか子さんへの訣別宣言』（1998年6月、教育史料出版会） ISBN 4-87652-341-X
- 国正武重 『日本政治の一証言──社会党と土井たか子の時代』（2021年9月、ArsLonga）ISBN 978-4-910677-00-2